# Армавір-Туапсинська залізниця
Армавір-Туапсинська залізниця — приватна залізниця, побудована в період з 1909 по 1917 рік.

## Історія
У 1908 році акціонерне товариство інженера Перцова отримало дозвіл на будівництво залізниці, що сполучає Армавір з Туапсе. Акціонерне Товариство Армавір-Туапсинської залізниці було створено 30 квітня 1909 року при активній підтримці уряду. Його організаторами були найбільші петербурзькі банки. У статуті, затвердженому урядом 17 травня 1908 року, Товариству надавалися права будівництва та експлуатації залізничної лінії від станції Армавір до станції Туапсе з гілкою до міста Майкопу, а також будівництва портових споруд в Туапсе. Товариство мало право володіння залізницею і портовими спорудами протягом 81 року з дня відкриття по ній регулярного руху. У 1912 році Товариство отримало дозвіл на спорудження залізничної лінії Армавір — Ставрополь — Петровське — Дивне з відгалуженням на Благодарне (389 км).
Правління Товариства розташовувалося в Санкт-Петербурзі за адресою: Адміралтейський пр., 8. Основний капітал Товариства спочатку становив 4 млн руб. Облігаційний капітал був створений шляхом випуску гарантованих урядом 4,5 % облігацій на суму 33,5 млн рублів. Власниками великих пакетів акцій товариства були:
- Російсько-Азіатський банк (4000 акцій),
- Північно-Кавказький комерційний банк (2500 акцій),
- Азовсько-Донський комерційний банк (2000 акцій),
- Петербурзький Міжнародний комерційний банк (1000 акцій),
- англійський банкірський дім «Берч Крипс і Ко» (5500 акцій).

Відомими акціонерами товариства АТз були:
- А. Путілов (директор правління товариства),
- А. фон Дреєр та інші відомі люди,

а також маловідомі місцеві промисловці:
- А. А. Тарасов (7157 акцій),
- Ф. Я. Ніколенко (8150 акцій).

Близько половини всіх акцій випуску 1909 року було зосереджено в руках купців, козацтва та селянства Ставропольської губернії, Кубанської і Терської областей, завдяки чому А-Тз, здобула славу «народної залізниці».
Головна ділянка Армавір — Туапсе (236 км) введена в експлуатацію в 1915 році. Від неї були побудовані відгалуження Бєлорєченська — Майкоп (24 км, 1910 рік) і Курганна — Лабінська (32 км, 1917 рік). У 1916 році відкрито рух на східній ділянці Армавір — Ставрополь — Петровське.
У вересні 1918 року Армавір-Туапсинську залізницю націоналізовано і передано Народному комісаріату шляхів сполучення.
У період громадянської війни залізниця сильно постраждала.
|                        | У сочинському окрузі грузини, мабуть, не дуже сподівалися утриматися, а тому з перших же днів окупації приступили до руйнування, відправляючи все, що можливо, в Грузію. Так була розграбована Туапсинська залізниця , причому вивозили рейки, хрестовини, матеріали, навіть лікарняний інвентар; розпродано з аукціону багатомільйонне обладнання Гагринської кліматичної станції, зруйновано лісопромислова справа в Гаграх; виведено племінну худобу, розорені культурні маєтки і т. д. Все це робилося не в порядку «звичаїв громадянської війни», а в результаті планомірної тифлиської політики.Оригінальний текст (рос.) [В сочинском округе грузины, по-видимому, не особенно надеялись удержаться, а потому с первых же дней оккупации приступили к разорению его, отправляя все, что возможно, в Грузию. Так была разграблена Туапсинская железная дорога, причем увозились рельсы, крестовины, материалы, даже больничный инвентарь; распродано с аукциона многомиллионное оборудование Гагринской климатической станции, разрушено лесопромышленное дело в Гаграх; уведен племенной скот, разорены культурные имения и т. д. Все это делалось не в порядке «обычаев гражданской войны», а в результате планомерной тифлисской политики.] Помилка: [undefined] Помилка: {{Lang}}: немає тексту (допомога): текст вже має курсивний шрифт (допомога) |
| — Деникин, т. 3, с. 82 | |

Ділянка Армавір — Ставрополь в 1922 році була закрита і у подальшому не відновлювалася.
У 1928 році добудовано та відкрито гілку Петровське — Благодатне. 
У 1930 році ділянку Петровське — Винодільне продовжено до станції Дивне. 
До 1930 року рух поїздів з Кавказької на Петровське було можливо тільки через Ставрополь. Потім за проектом, запропонованим ще в 1915 році Владикавказької залізниці, була побудована сполучна гілка Палагіада — Старомарьевська, після чого станція Ставрополь-Туапсинський була закрита (остаточно ліквідована в 1947 році).
Станом на 2017 рік частина є у складі Північно-Кавказької залізниці.

### Економічний аспект будівництва залізниці
Північний Кавказ, і особливо Кубанська область, до початку XX ст. перетворилися в найбільший район товарного землеробства, поставляв все більшу кількість зерна на внутрішній та зовнішній ринки. Тільки через Азово-Чорноморські порти вивіз хлібопродуктів зріс з 5 млн пуд. (70-ті роки XIX ст.) до 80.4 млн пуд. (1904 рік).
У степовій частині Закубання Майкопський, Баталпашинський і Лабінський відділи зібрали у 1906 р. хліба більше 60 млн пуд., з яких близько 30 млн пуд. склали хлібні надлишки. Найбільш економічно розвиненим районом Закубання був Лабінський відділ з центром в Армавірі.
Однак відсутність густої мережі залізниць в Закубання стримувало його економічний розвиток, реалізація товарного хліба утруднялася. Владикавказька залізниця (ВлЖД), яка пролягала лише в північній частині Закубанья, з перевезеннями сільськогосподарської продукції не справлялася. Затоварювався і порт в Новоросійську, через який кубанський хліб йшов на експорт.

### Результати будівництва
Акціонерне товариство Армавір-Туапсинської залізниці (А-Тз) займало важливе положення в транспорті Кубанської області і зіграло велику роль в економічному розвитку цього краю. Залізниця з'єднала найбагатші райони Північного Кавказу з Владикавказькою залізничною магістраллю і портом Туапсе. Вона мала загальнодержавне значення, сприяючи освоєнню Кавказького узбережжя Чорного моря і Майкопських нафтових промислів.

## Періодизація
Наразі можна виділити 3 способи періодизації залізниці:
- по архітектурі і часу споруди,
- за часом споруди,
- за сучасним станом.

### По архітектурі і часу спорудження
По архітектурі і часу споруд, а також часу введення, можна виділити західну і східну ділянки.
Початок будівництва західного ділянки, що з'єднує Туапсе і Армавір, збігається з початком будівництва самої залізниці.
У березні 1911 року в Петербурзі відбулося засідання комісії про нових залізних дорогах, на якій і затвердили продовження дороги на схід. З цього дня починає існувати східний ділянку. Він починається в Армавірі і через Ставрополь йде на Дивне. Проектуванням цієї ділянки займалися інженери А.В. Верблюнер, Олександр Лаш і Йосип Годзевич, тому архітектура залізничних станцій тут відмінна від західної ділянки.

### Заплановані ділянки і дата введення їх в дію
- Армавір — Бєлорєченська – 1909–1910;
- Бєлорєченська — Майкоп – 1909–1910;
- Бєлорєченська — Туапсе – 1910–1914;
- Армавір — Ставрополь – 1913-1916;
- Курганна — Лабінська – 1915–1917;
- Ставрополь — Петровське село – 1915–1916;
- Петровське село — Винодільне – 1916;
- Петровське село — Благодарне – 1928;
- Винодельное — Дивне – 1928–1930;
- Дивне — Еліста  (діє);
- Еліста — Волгоград  (до 2030)[10];

### На теперішній час
Наразі Туапсинка розділена на 3 ділянки:
- Туапсе — Армавір (діюча ділянка ПКз);
- Армавір — Ставрополь — Старомар'ївська (ділянка, зруйнований в громадянську війну і згодом розібрана);міст під Ставрополемміст під Ставрополем
- Старомар'ївська — Свєтлоград — Дивне (ділянка, що з'єднана з ВлЗ перегоном Палагіада — Старомар'ївська в 1930 році).

## Маршрут
- Туапсе,
- Грецький,
- Кривенківське,
- Індик,
- Гойтх,
- Пшиш,
- Навагинська,
- Куринський,
- Хадиженська,
- Кабардинська,
- Миколенкове,
- Тверська,
- Ганжа (Комсомольська),
- Пшехська,
- Бєлорєченська,
- Гіагінська,
- Дондуковська,
- Курганна,
- Андрієдмитрївка,
- Армавір,
- Убеженська (зруйнована),
- Миколаївська (зруйнована),
- Сенгилеевская (зруйнована),
- Темнолеска (зруйнована),
- Озерна (не діє)
- Ставрополь-Туапсинський (не діє)
- Ула (зруйнована),
- Марієвка (Старомар'ївська),
- Дубівка,
- Кугути,
- Петровське село (Свєтлоград),
- Миколина балка,
- Предтега (Эген),
- Винодільне (Іпатово),
- Дербетовка,
- Дивне.

## Рухомий склад

### Парова тяга
На Армавір-Туапсинській залізниці працювали такі типи локомотивів:
- паровози серії Ы (спеціально випускалися для Армавір-Туапсинської залізниці);
- паровози серій Ов та Оп;
- паровоз Е;
- паровоз Су;
- паровоз Л.

Парова тяга до середини 80-х років протрималася на ділянці Курганна — Шедок.
Аж до 1994 року в Армавірі паровозами здійснювалися маневрові та господарські роботи.
У 1996 році на станції Бєлорєченська був погашений котел останнього паровозу Туапсинки.

## Цікаві факти
- Армавір-Туапсинська залізниця була однією з останніх залізниць Росії, де зберігалася парова тяга. На деяких станціях (наприклад, на Бєлорєченській і Хадиженській) досі збереглися водяні колонки для заправки паровозів водою. Завдяки цьому зараз залізницею регулярно організовуються паровозні ретротури, і паровозні гудки, хоч і рідкісні, звучать і будуть звучати серед гір Західного Кавказу.